# Mouilleron-le-Captif
Mouilleron-le-Captif è un comune francese di 4 630 abitanti situato nel dipartimento della Vandea nella regione dei Paesi della Loira.

## Società

### Evoluzione demografica
Abitanti censiti